# Carl Friedrich Enders
Carl Friedrich Enders (* 20. Juli 1877 in Saarburg (Lothringen); † 6. August 1963 auf Juist) war ein deutscher Germanist.

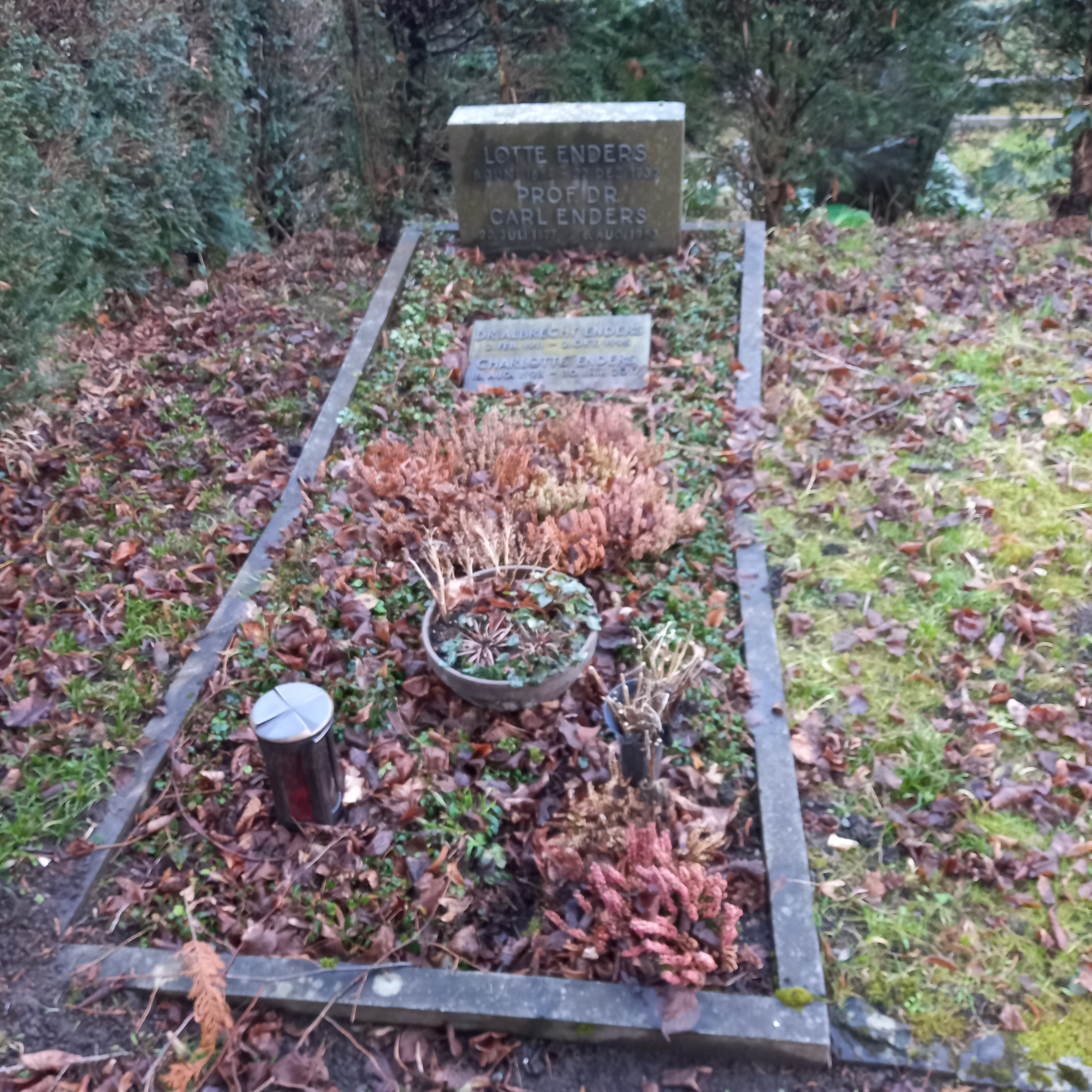
Das Grab von Carl Enders und seiner Ehefrau Charlotte ("Lotte") geborene Fraenkel auf dem Kessenicher Bergfriedhof in Bonn

## Leben
Enders war das zweite überlebende Kind des „Enregistrement-Einnehmers“ und späteren Kaufmanns Carl Enders (1849–1905) und dessen Frau, der Pfarrerstochter Johanna Auguste Louise Müller (* 1846). Der Vater war nach der Annexion Elsass-Lothringens auf eigenen Wunsch nach Lothringen versetzt worden, bald nach der Geburt des zweiten Sohnes erfolgte die Versetzung nach Thann (Elsass), wo noch zwei weitere Geschwister geboren wurden. Später folgten weitere Umzüge nach Dürkheim, Niederlahnstein und schließlich Kreuznach. Dort legte Carl Friedrich Enders 1898 das Abitur ab. Anschließend studierte er in Bonn Sanskrit, Sprachwissenschaften, Germanistik, Geschichte und Philosophie. Seit dem Studium war er Mitglied des Philologischen Vereins Bonn (NKV, GK). 1904 wurde er mit einer Arbeit über Johann Christian Günther promoviert, vier Jahre später habilitierte er sich mit einer Arbeit über Friedrich Schlegel. Im Jahr 1906 gehörte er zu den Mitbegründern der Literarhistorischen Gesellschaft Bonn.
Zunächst unterrichtete Enders an Privatschulen, ab dem Wintersemester 1908/1909 war er Privatdozent bzw. ab 1914 Titularprofessor für Neuere Deutsche Literaturgeschichte an der Universität Bonn. Einen Ruf an die Universität Brüssel im Jahr 1914 lehnte er ab. Nach einer kurzen Zeit als Lehrbeauftragter an der Landesuniversität Dorpat kehrte er nach Bonn zurück, wo er weiterhin als Lehrbeauftragter bzw. außerordentlicher Professor an der dortigen Universität lehrte; einen Ruf an die Dorpater Universität hatte er abgelehnt. Nachdem er durch die Inflation fast sein gesamtes Vermögen verloren hatte, machte er 1923 nachträglich das Assessorenexamen und war anschließend zusätzlich als Studienrat am Gymnasium in Siegburg tätig.
Seit dem 31. März 1910 war Enders mit Charlotte Fraenkel (1884–1932), der Tochter des Internisten Albert Fraenkel und jüngeren Schwester des Linguisten Ernst Fraenkel, verheiratet. Der Ehe entstammen zwei Söhne und eine Tochter. Zwar starb seine Frau bereits vor der Machtergreifung der Nationalsozialisten, dennoch wurden Enders wegen seiner früheren Ehe mit einer Jüdin 1937 die Lehrbefugnis an der Universität und das Lehramt in Siegburg entzogen. (Merkwürdigerweise fand Charlotte Enders 1940, also Jahre nach ihrem Tod, Aufnahme in das berüchtigte „Lexikon der Juden in der Musik“ mit dem Hinweis, sie sei Pianistin und Musiklehrerin.) Während die beiden Söhne zum Kriegsdienst eingezogen wurden – der jüngere starb 1940 während der Ausbildung an Lungenentzündung –, entging seine Tochter im Jahr 1944 nur knapp einer Verhaftung durch die Gestapo, weil Vater und Tochter Bonn verlassen hatten und bei einer befreundeten Familie in Bad Lausick untergetaucht waren. Nach dem Krieg übernahm Enders erneut eine Lehrbeauftragung an der Universität Bonn. 1948 wurde er in den Ruhestand versetzt. Seine letzten Lebensjahre verbrachte er bei seiner Tochter in Rhöndorf.
Enders war Urenkel des Pfarrers und Entomologen Philipp Wilbrand Jacob Müller. Seine Schwester Else war mit dem Pfarrer und Kirchengeschichtler Heinrich Rodewald verheiratet.

## Werke (Auswahl)
- Zeitfolge der Gedichte und Briefe Johann Christian Günthers. Zur Biographie des Dichters. Ruhfus, Dortmund 1904.
- Die Katastrophe in Goethes Faust. Ruhfus, Dortmund 1905.
- Friedrich Schlegel. Die Quellen seines Wesens und Werdens. Haessel, Leipzig 1913.
- Gottfried Kinkel im Kreise seiner Kölner Jugendfreunde. Nach einer beigegebenen unbekannten Gedichtsammlung. (= Studien zur Rheinischen Geschichte. Heft 9). Weber, Bonn 1913.
- Gottfried Keller. Reclam, Leipzig 1921.
- Dichtung und Geistesgeschichte um den Rhein von den Anfängen bis zur Gegenwart. Henn, Ratingen 1957.

## Sekundärliteratur
- Christina Horstmann: Die Literarhistorische Gesellschaft Bonn im ersten Drittel des 20. Jahrhunderts. Dargestellt am Briefnachlaß von Carl Enders (= Abhandlungen zur Kunst-, Musik- und Literaturwissenschaft. Band 370). Bouvier, Bonn 1987.
- Peter Gossens: Art. Carl Enders. In: Internationales Germanistenlexikon 1800–1950. Band 1. De Gruyter, Berlin u. a. 2003, S. 435–437.